# Список целевых убийств Израиля
Ниже приводится список целевых убийств, которые были организованы (или с большой долей вероятности считаются организованными) израильскими службами безопасности. В этом списке не упоминаются десятки операций Израиля, в ходе которых были убиты рядовые боевики и активисты палестинских террористических группировок.
В 1970-е и 1980-е годы большая часть покушений производились в рамках операции «Гнев Божий», которая была начата «Моссад» в ответ на убийство израильских спортсменов на мюнхенской Олимпиаде 1972 года. После начала Интифады Аль-Акса в 2000 году покушения, в основном, производятся в рамках политики «точечных ликвидаций» — так называемых «сфокусированных предотвращений терактов» (ивр. סיכול ממוקד‎, сику́ль мемука́д).
Арабские источники называют много дополнительных фамилий палестинских активистов, убитых спецслужбами Израиля. Руководство «Моссад», со своей стороны, неоднократно утверждало, что палестинские активисты нередко оказывались жертвами междоусобной войны. Так, например, боевики Абу Нидаля совершили немало покушений на лидеров ООП (существует мнение, что в ряде случаев, это происходило по прямому указанию самого Арафата).

## 1950-е
| дата         | место           | цель покушения | группировка, должность | акция                                     | исполнитель      |
| ------------ | --------------- | -------------- | --- | ----------------------------------------- | ---------------- |
| 11 июля 1956 | Газа            | Мустафа Хафез  | полковник, шеф египетской разведки в Газе; ответственный за организацию атак арабских террористических групп (федаинов)     | Убит взрывом бомбы, спрятанной в книге.   | Военная разведка |
| 12 июля 1956 | Амман, Иордания | Салах Мустафа  | полковник, военный атташе Египта в Аммане; резидент египетской военной разведки; ответственный за организацию атак федаинов | Убит взрывом бомбы, спрятанной в посылке. | Военная разведка |

## 1970-е
| дата            | место                 | цель покушения                                   | группировка, должность | акция | исполнитель                                                                       |
| --------------- | --------------------- | ------------------------------------------------ | --- | --- | --------------------------------------------------------------------------------- |
| 9 июля 1972     | Ливан                 | Гасан Файез Канафани                             | НФОП, лидер | Взорван в своём автомобиле после «Бойни в аэропорту Лод», устроенной 30 мая 1972 года террористами «Красной армии Японии» с помощью НФОП . В результате теракта в аэропорту были убиты 24 человека, среди которых было «16 католиков — пилигримов из Пуэрто-Рико и 7 израильтян. Ещё 78 человек получили ранения».                       | Моссад                                                                            |
| 25 июля 1972    | Бейрут, Ливан         | Бассам Абу-Шариф                                 | НФОП, лидер; организатор угонов самолётов «Pan Am», «Swissair», «TWA»                                                                                    | Тяжело ранен при попытке вскрыть подосланное ему письмо со взрывчаткой. Потерял четыре пальца, ослеп на один глаз и остался глухим на одно ухо. | Моссад                                                                            |
| 16 октября 1972 | Рим, Италия           | Абдель Ваиль Зуайтер (также Ваэль Абу Цвайтер)   | ООП, представитель в Риме; сотрудник посольства Ливии | Был застрелен двумя неизвестными у входа в свой дом. | Моссад                                                                            |
| 8 декабря 1972  | Париж, Франция        | Махмуд аль-Хамшари                               | «Чёрный сентябрь», № 2 в организации и координатор теракта на мюнхенской Олимпиаде; ООП, представитель в Париже                                          | Был тяжело ранен взрывом бомбы, спрятанной в телефонном аппарате в его квартире. Скончался в больнице. | Моссад                                                                            |
| 24 января 1973  | Никосия, Кипр         | Хусейн Абд аль-Шир (он же аль-Хир или аль-Башир) | «Чёрный сентябрь», активист; ФАТХ, представитель на Кипре                                                                                                | Был убит взрывом бомбы, спрятанной в кровати его гостиничного номера. | Моссад                                                                            |
| 6 апреля 1973   | Париж, Франция        | Базиль аль-Кубайши                               | НФОП, заместитель Жоржа Хабаша; профессор права в Американском университете Бейрута; отвечал за обеспечение оружием боевиков «Чёрного сентября» в Европе | Был застрелен двумя неизвестными на улице среди бела дня. | Моссад                                                                            |
| 10 апреля 1973  | Бейрут, Ливан         | Мухаммад Юсеф аль-Наджар (Абу Юсуф)              | «Чёрный сентябрь», оперативный командир; ООП, заместитель Арафата                                                                                        | В ходе спецоперации «Весна молодости» в ночь с 9-го на 10-е апреля три группы спецназа высадились на бейрутском пляже, где их ожидали агенты «Моссада». Было взято штурмом 7-ми этажное здание, в котором находилась штаб-квартира ООП. В ходе боя были ликвидированы около 50 террористов. Потери нападавших — двое убитых и 3 раненых. | Спецназ «Сайерет Маткаль», «Сайерет цанханим» и «Шайетет 13» при поддержке Моссад |
| 10 апреля 1973  | Бейрут, Ливан         | Камаль Адуан                                     | ФАТХ, активист | В ходе спецоперации «Весна молодости» в ночь с 9-го на 10-е апреля три группы спецназа высадились на бейрутском пляже, где их ожидали агенты «Моссада». Было взято штурмом 7-ми этажное здание, в котором находилась штаб-квартира ООП. В ходе боя были ликвидированы около 50 террористов. Потери нападавших — двое убитых и 3 раненых. | Спецназ «Сайерет Маткаль», «Сайерет цанханим» и «Шайетет 13» при поддержке Моссад |
| 10 апреля 1973  | Бейрут, Ливан         | Камаль Насер                                     | ООП, пресс-секретарь | В ходе спецоперации «Весна молодости» в ночь с 9-го на 10-е апреля три группы спецназа высадились на бейрутском пляже, где их ожидали агенты «Моссада». Было взято штурмом 7-ми этажное здание, в котором находилась штаб-квартира ООП. В ходе боя были ликвидированы около 50 террористов. Потери нападавших — двое убитых и 3 раненых. | Спецназ «Сайерет Маткаль», «Сайерет цанханим» и «Шайетет 13» при поддержке Моссад |
| 11 апреля 1973  | Афины, Греция         | Зайяд Мухаси                                     | «Чёрный сентябрь», активист; ФАТХ, преемник аль-Шира на Кипре                                                                                            | Был убит в своём гостиничном номере. В гостиничный номер Мухаси были заложены восемь миниатюрных зажигательных бомб, которые при взрыве в закрытом помещении мгновенно сжигали весь кислород. Но взрыватель почему-то не сработал, тогда один из агентов Моссад взломал дверь и бросил ещё одну бомбу.                                   | Моссад                                                                            |
| 28 июня 1973    | Париж, Франция        | Мохаммед Будиа                                   | «Чёрный сентябрь», оперативный командир; Фронт национального освобождения, активист                                                                      | Был убит при взрыве бомбы, подложенной в его автомобиль. | Моссад                                                                            |
| 21 июля 1973    | Лиллехаммер, Норвегия | Али Хасан Саламе (Абу Хасан)                     | «Чёрный сентябрь», глава организации, спланировавший теракт на мюнхенской Олимпиаде; ООП, высокопоставленный лидер                                       | Неудачная попытка ликвидации. По ошибке был убит похожий на Саламе официант Ахмед Бучикхи. Шесть членов израильской ударной группы предстали перед норвежским судом по обвинению в убийстве. В конечном счёте Израиль выплатил компенсацию семье жертвы.                                                                                 | Моссад                                                                            |
| 22 января 1979  | Бейрут, Ливан         | Али Хасан Саламе (Абу Хасан)                     | «Чёрный сентябрь», глава организации, спланировавший теракт на мюнхенской Олимпиаде; ООП, высокопоставленный лидер                                       | Был тяжело ранен взрывом заминированного автомобиля, рядом с которым он проезжал. Умер в больнице. | Моссад                                                                            |
| 25 июля 1979    | Канны, Франция        | Зухейр Мухсен                                    | «Ас-Саика» («Молния»), глава организации; ООП, активист                                                                                                  | Был тяжело ранен двумя неизвестными у входа в свой дом. Скончался в больнице. | Моссад                                                                            |

## 1980-е
| дата            | место           | цель покушения                | группировка, должность                                                                                           | акция | исполнитель                                               |
| --------------- | --------------- | ----------------------------- | --- | --- | --------------------------------------------------------- |
| 1 августа 1981  | Варшава, Польша | Мухаммад Уда (Абу Дауд)       | «Чёрный сентябрь», один из создателей, непосредственно руководил нападением на израильских спортсменов в Мюнхене | Был серьёзно ранен неизвестным, всадившим в него пять пуль. Оправившись от ран Абу Дауд скрылся.                   | Моссад                                                    |
| 21 августа 1983 | Афины, Греция   | Мамун Мерайш                  | ООП, высокопоставленный лидер                                                                                    | Был застрелен в своей машине.                                                                                      | Моссад                                                    |
| 1 октября 1985  | Тунис           | Руководство ООП               | | Операция «Деревянная нога». Налёт на штаб-квартиру ООП. 60 погибших.                                               | ВВС Израиля                                               |
| 14 февраля 1988 | Лимасол, Кипр   | Мухаммед Тамами               | «Исламский джихад», лидер                                                                                        | Был убит взрывом заминированного автомобиля. Вместе с ним погибли также Марван Кайал и Мохаммед Бухеис (Абу Хасан) | Моссад                                                    |
| 16 апреля 1988  | Тунис           | Халиль аль-Вазир (Абу Джихад) | ООП, заместитель Арафата в руководстве                                                                           | Был убит израильскими коммандос, которые ворвались на его виллу в Тунисе и застрелили его.                         | Спецназ Сайерет Маткаль при поддержке Моссад и Шайетет 13 |

## 1990-е
| дата             | место                 | цель покушения        | группировка, должность                                                                                                | акция | исполнитель                  |
| ---------------- | --------------------- | --------------------- | --- | --- | ---------------------------- |
| 16 февраля 1992  | Ливан                 | шейх Аббас аль-Мусави | Хизбалла, генеральный секретарь                                                                                       | Был убит в результате ракетного удара с двух вертолётов израильских ВВС по автоколонне, в которой он ехал. | ВВС Израиля                  |
| 8 июня 1992      | Париж, Франция        | Атеф Бсейсо           | ООП, видный деятель причастный к организации теракта на мюнхенской Олимпиаде                                          | Был убит выстрелами в упор. | Моссад.                      |
| 2 февраля 1994   | Рафах, сектор Газа    | Салим Мувафи          | «Ястребы Фатха» (ФАТХ), лидер                                                                                         | Был убит вместе со своим помощником бойцами, переодетыми в женщин. | Спецподразделение «Шимшон»   |
| 2 ноября 1994    | Хан-Юнис, сектор Газа | Хани Абед             | «Исламский джихад», один из лидеров в Хан-Юнис                                                                        | Был убит мощным взрывом бомбы, подложенной в его автомобиль. | Спецслужбы Израиля.          |
| 22 декабря 1994  | Иерихон, Самария      | Ибрагим Яги           | «Исламский джихад», глава                                                                                             | Был убит. | Спецподразделение «Дувдеван» |
| 26 октября 1995  | Слима, Мальта         | Фатхи Шакаки          | «Исламский джихад», руководитель                                                                                      | Был убит у входа в гостиницу. | Израильский спецназ          |
| 6 января 1996    | сектор Газа           | Яхие Аяш («инженер»)  | «Бригады Изз ад-Дин аль-Кассам» (Хамас), один из лидеров; главный эксперт «Хамаса» по изготовлению взрывных устройств | Был убит в результате взрыва заминированного сотового телефона. | Шабак                        |
| 25 сентября 1997 | Амман, Иордания       | Халед Машаль          | Хамас, председатель Политбюро                                                                                         | Неудачное покушение на Халеда Машаля. Агенты израильской разведки прямо на улице впрыснули в ухо Машаля яд, но были схвачены его охраной. По требованию иорданских властей Израиль предоставил противоядие и освободил из заключения духовного лидера Хамас Ахмеда Ясина. Взамен агенты были освобождены от наказания и отпущены на родину. | Моссад                       |

## 2000-е

### 2000-й
| дата            | место              | цель покушения            | группировка, должность                                                                                          | акция | исполнитель                                                                                      |
| --------------- | ------------------ | ------------------------- | --- | --- | ------------------------------------------------------------------------------------------------ |
| 27 августа 2000 | Шхем, Самария      | Махмуд Абу Хануд          | «Бригады Изз ад-Дин аль-Кассам» (Хамас), лидер на Западном берегу реки Иордан                                   | Неудачная попытка захвата боевика в его родной деревне Ассира-аль-Шамалия возле Шхема. От «дружественного огня» погибли трое бойцов подразделения «Дувдеван». Абу Хануд был ранен в руку, но сумел скрыться. Позже был арестован палестинской полицией, которая охраняла его в шхемской тюрьме от покушения Шабака. | Спецподразделение «Дувдеван»                                                                     |
| 9 ноября 2000   | Вифлеем, Иудея     | Хуссейн Абаят (Авиат)     | «Танзим» (ФАТХ), глава группировки в Вифлееме                                                                   | Убит ракетным ударом с вертолётов по его автомобилю. Авиат стал первым террористом, ликвидированным в ходе Интифады Аль-Акса. | ВВС Израиля                                                                                      |
| 22 ноября 2000  | Рафах, сектор Газа | Джамаль Абдель Разек      | «Танзим» (ФАТХ), видный полевой командир; двоюродный брат одного из членов правительства Палестинской автономии | Убит в результате обстрела израильской армией двух машин палестинских боевиков. Кроме Разека погибли трое других боевиков группировки. | израильский спецназ                                                                              |
| 23 ноября 2000  | Шхем, Самария      | Ибрагим Уда               | «Хамас», активист, специалист по взрывным устройствам                                                           | Убит при взрыве автомобиля. | Палестинская разведка обвиняет Шабак, по мнению некоторых экспертов его убрали конкуренты из ООП |
| 11 декабря 2000 | Шхем, Самария      | Ануар Махмуд Хумран       | «Бригады Аль-Кудса» («Исламский джихад»), командир в северной части Самарии                                     | Застрелен в районе Тель ар-Раса в ходе перестрелки. | ЦАХАЛ                                                                                            |
| 31 декабря 2000 | Тулькарем, Самария | Табет Табет (Тават Тават) | ФАТХ, лидер в Тулькарем; палестинский политический деятель                                                      | Убит автоматной очередью на выходе из своего дома. | ЦАХАЛ.                                                                                           |

### 2001-й
| дата            | место                 | цель покушения                  | группировка, должность | акция | исполнитель |
| --------------- | --------------------- | ------------------------------- | --- | --- | --- |
| 13 февраля 2001 | Джебалия, сектор Газа | Масуд Айад                      | элитная гвардия «Подразделение-17» (ФАТХ), подполковник; один из главных представителей «Хизбаллы» в секторе Газа; принимал активное участие в терактах в секторе Газа; обеспечивал контрабанду оружия морским путём                                              | Убит ракетным ударом с трёх вертолётов по его автомобилю. | ВВС Израиля |
| 5 апреля 2001   | Дженин, Самария       | Айад Хардан                     | «Бригады Аль-Кудса» («Исламский джихад»), лидер в Дженине; считался одним из наиболее опасных людей в «Исламском джихаде»; был причастен к организации и проведению многих терактов, среди которых двойной взрыв на рынке Махане Иегуда в Иерусалиме в 1998 году. | Убит в результате взрыва бомбы, подложенной в телефонную будку возле палестинского полицейского участка. | Предполагается, что эту операцию осуществили израильские спецслужбы. |
| 26 июля 2001    | Шхем, Самария         | Салах Дарваз                    | Хамас, лидер | Убит ракетным ударом. | спецподразделение ВВС Израиля |
| 31 июля 2001    | Шхем, Самария         | шейх Джамаль аль-Мансур         | Хамас, политический лидер в Самарии | Убиты в результате попадания нескольких ракет по офису Мансура. | ВВС Израиля |
| 31 июля 2001    | Шхем, Самария         | Джамаль Салим                   | Хамас, высокопоставленный политический лидер | Убиты в результате попадания нескольких ракет по офису Мансура. | ВВС Израиля |
| 4 августа 2001  | Рамалла, Самария      | Марван Баргути                  | «Танзим» (ФАТХ), глава | Неудавшаяся попытка покушения. Вертолёт выпустил ракету по колонне автомобилей, в одном из которых находился Баргути. Он не пострадал — ракеты поразили другую машину, в которой находился один из руководителей личной охраны Арафата. | ВВС Израиля |
| 20 августа 2001 | Хеврон, Иудея         | Имад Абу Снэйне                 | «Танзим» (ФАТХ), лидер; был в числе первых в списке террористов, разыскиваемых силами безопасности | Убит, когда проходил пешком по той части Хеврона, которая находится под контролем ЦАХАЛа. | Спецподразделение «Дувдеван» |
| 23 августа 2001 | Шхем, Самария         | Джихад аль-Мисими               | ФАТХ, лидер | Машину с ним и его охранниками обстрелял израильский вертолёт. Никто не погиб, однако находившиеся в машине люди получили тяжёлые ранения.                                                                                              | ВВС Израиля |
| 23 августа 2001 | Газа                  | Мохаммед Дейф Аднан аль-Гуль    | «Бригады Изз ад-Дин аль-Кассам» (Хамас), главнокомандующий и его заместитель | Неудачное покушение ракетным ударом с вертолёта. | ВВС Израиля |
| 27 августа 2001 | Рамалла, Самария      | Мустафа Зибри (Абу Али Мустафа) | НФОП, генеральный секретарь | Убит в результате попадания двух ракет по его офису. | ВВС Израиля |
| 31 августа 2001 | Рамалла, Самария      | Каис Абдель Карим (Абу Лейла)   | ДФОП, заместитель генерального секретаря | Дом Абу Лейла был взорван, в то время, когда там никого не было. | Израиль отрицает причастность к этой акции. |
| 14 октября 2001 | Калькилия, Самария    | Абдул Рахман Хамад              | Хамас, лидер; организатор теракта на дискотеке «Дельфинариум» | Был застрелен снайпером на крыше своего дома. | спецназ ЯМАМ. Израильские власти не признали своей причастности к этому убийству |
| 15 октября 2001 | Шхем, Самария         | Ахмад Маршуд                    | Хамас, активист | Взорван зарядом взрывчатки в своём автомобиле. | |
| 18 октября 2001 | Вифлеем, Иудея        | Атеф Абаят                      | ФАТХ, глава отделения в Вифлееме; входил в список наиболее опасных террористов; причастен к организации целого ряда терактов, в результате которых погибло шестеро и получили ранения десятки израильтян                                                          | Убит при взрыве в своём автомобиле на дороге между городами Вифлеем и Бейт-Сахур. Вместе с ним погибли два других активиста ФАТХ Исса Атеф Хатиб и Джамал Абдулла Абаят.                                                                | По мнению палестинцев, джип Абаята был уничтожен ракетой, запущенной с израильского вертолёта. Официальные представители израильской армии предположили, что Абаят и его сообщники стали жертвой взрывного устройства, которое они сами готовили для совершения теракта. |
| 31 октября 2001 | Хеврон, Самария       | Джамиль Джаддала                | «Бригады Изз ад-Дин аль-Кассам» (Хамас), лидер на Западном берегу реки Иордан | Убит ракетным залпом с вертолёта во время поездки в автомобиле. | ВВС Израиля |
| 31 октября 2001 | Хеврон, Самария       | Абдулла Джаруши                 | «Бригады Изз ад-Дин аль-Кассам» (Хамас), лидер на Западном берегу реки Иордан | Попал в засаду устроенную бойцами спецназа. Был ранен и скончался в больнице. | Спецподразделение «Дувдеван» |
| 1 ноября 2001   | Тулькарем, Самария    | Ясир Атсида Фахм Абу-Айша       | «Бригады Изз ад-Дин аль-Кассам» (Хамас), лидеры на Западном берегу реки Иордан | Убиты ракетным залпом с вертолёта во время поездки в автомобиле. | ВВС Израиля |
| 12 ноября 2001  | Шхем, Самария         | Мухамед Хассан Рейхан           | «Бригады Изз ад-Дин аль-Кассам» (Хамас), лидер на Западном берегу реки Иордан; находился в списке разыскиваемых израильскими спецслужбами палестинцев с 1998 года за убийство двух израильтян.                                                                    | Убит в перестрелке. | ЦАХАЛ |
| 23 ноября 2001  | Шхем, Самария         | Махмуд Абу Хануд                | «Бригады Изз ад-Дин аль-Кассам» (Хамас), лидер на Западном берегу реки Иордан; находился на первом месте в списке разыскиваемых израильскими спецслужбами палестинцев.                                                                                            | Убит ракетным ударом с вертолётов, которые выпустили по такси, в котором он ехал, несколько ракет. Абу Хануду удалось выскочить из горящего автомобиля, но он был расстрелян из крупнокалиберных пулемётов.                             | ВВС Израиля |

### 2002-й
| дата             | место              | цель покушения                    | группировка, должность | акция | исполнитель                                                                    |
| ---------------- | ------------------ | --------------------------------- | --- | --- | ------------------------------------------------------------------------------ |
| 14 января 2002   | Тулькарем, Самария | Раед аль-Карми                    | «Бригады мучеников Аль-Аксы» (ФАТХ), глава местного подразделения | Убит в результате взрыва бомбы, заложенной у ограды его дома. В момент взрыва он шёл из дома к автомобилю. | ЦАХАЛ                                                                          |
| 22 января 2002   | Шхем, Самария      | Юсеф Халед ас-Суркаджи            | «Бригады Изз ад-Дин аль-Кассам» (Хамас), лидер на Западном берегу реки Иордан | Убит в перестрелке при попытке ареста. Вместе с ним погибли три его ближайших соратника. | ЦАХАЛ                                                                          |
| 5 марта 2002     | Рамалла, Самария   | Муханд Дирья Абу Халива           | «Танзим» (ФАТХ), советник главы группировки Марвана Баргути; занимался поставками оружия ФАТХу, а также участвовал в убийстве греческого монаха возле поселения Маале Адумим. | Убит ракетным ударом с вертолёта по автомобилю, в котором он находился с тремя другими активистами террористических организаций. Трое боевиков погибли, один — тяжело ранен. Среди убитых телохранитель главы элитного «Подразделения 17» в Рамалле Махмуд Дамара и член той же организации Фавзи Мурар. Все трое являлись также членами организации «Бригады мучеников Аль-Аксы». | ВВС Израиля                                                                    |
| 14 марта 2002    | Тулькарем, Самария | Мотасем Абдель Дайем Атаф Балтуси | «Бригады мучеников Аль-Аксы» (ФАТХ), активист и известный специалист по производству взрывных устройств. | Убиты в результате ракетной атаки с вертолётов на лабораторию по производству взрывчатки. | ВВС Израиля                                                                    |
| 5 апреля 2002    | Тубас, Самария     | Кеис Адван (Адуан)                | «Бригады Изз ад-Дин аль-Кассам» (Хамас), лидер группировки на Западном берегу; нёс ответственность за теракты в иерусалимской пиццерии «Сбарро», на вокзале города Нахария, в ресторане «Маца» в Хайфе и в гостинице «Парк» в Нетании в пасхальный вечер (26 погибших).          | Убит снайперами в ходе перестрелки в деревне Тубас. Осада дома, где он засел, при поддержке вертолётов, длилась больше 12 часов. Снайперы застрелили четырёх боевиков, остальные погибли, когда был разрушен дом-крепость. | спецназ ЯМАМ                                                                   |
| 10 апреля 2002   | Дженин             | Мухаммед Твальба                  | «Исламский джихад», глава группировки в Самарии; был причастен к десяткам терактам против израильтян | Убит в ходе тяжёлого боя во время операции «Защитная стена». Израильский бронированный бульдозер обрушил на боевиков стену дома, в котором те находились. | ЦАХАЛ                                                                          |
| 22 апреля 2002   | Хеврон, Иудея      | Маруан Залум                      | «Танзим» (ФАТХ), лидер; «главный снайпер Хеврона» | Убит ракетным ударом с вертолётов по его автомобилю. Вместе с ним погиб и его помощник. | ВВС Израиля                                                                    |
| 22 мая 2002      | Шхем, Самария      | Махмуд Тити                       | «Бригады мучеников Аль-Аксы» (ФАТХ), один из руководителей | Убит ракетным ударом с вертолётов по его дому. | ВВС Израиля                                                                    |
| 18 июня 2002     | Вифлеем, Иудея     | Валид Сбейх                       | «Бригады мучеников Аль-Аксы» (ФАТХ), один из наиболее активных лидеров организации, один из руководителей палестинской службы превентивной безопасности на Западном берегу реки Иордан, ответственный за засылку террористов-смертников на территорию Израиля.                   | Застрелен при попытке выехать на автомашине из деревни Эль-Хадр. | ЦАХАЛ                                                                          |
| 24 июня 2002     | Рафах, сектор Газа | Ясир Ризек                        | «Бригады Изз ад-Дин аль-Кассам» (Хамас), командир группы, действующей в Рафахе | Убит ракетным ударом с двух вертолётов по автомобилю с боевиками Хамас. | ВВС Израиля                                                                    |
| 30 июня 2002     | Шхем, Самария      | Мухаммед аль-Тахер                | «Бригады Изз ад-Дин аль-Кассам» (Хамас), боевик; ответственный за гибель более 100 израильтян, был известен под кличкой «инженер 4», считался одним из лучших специалистов по изготовлению бомб и возглавлял составленный израильским правительством список опаснейших боевиков. | Убит в своём доме. | Спецназ бригады «Голани»                                                       |
| 23 июля 2002     | сектор Газа        | Салах Шахаде                      | «Бригады Изз ад-Дин аль-Кассам» (Хамас), основатель и лидер в секторе Газа | Дом Шахаде был подвергнут авиаудару в ночь с 22 на 23 июля. Шахаде, его жена и дочь погибли. Вместе с ними 1000-килограммовая бомба унесла жизни помощника Шахаде — Захара Салаха Абу-Хусейна (по кличке «Насер») и ещё 13 местных жителей. | ВВС Израиля                                                                    |
| 7 августа 2002   | Тулькарем, Самария | Зияд Даас                         | «Бригады мучеников Аль-Аксы» (ФАТХ), глава местного подразделения | Убит ракетным ударом с вертолёта. Также погиб помощник Дааса — Мухаммед Карака. | израильское спецподразделение при поддержке вертолёта                          |
| 26 сентября 2002 | сектор Газа        | Мохаммед Дейф                     | «Бригады Изз ад-Дин аль-Кассам» (Хамас), главнокомандующий | Неудачная операция «Один-единственный» по ликвидации Мохаммеда Дейфа. Осколок ракеты, выпущенной по автомобилю Дейфа, попал ему в голову, ослепив его на один глаз и повредив руку. | ВВС Израиля                                                                    |
| 9 ноября 2002    | Дженин, Самария    | Айад Савалхе                      | «Исламский джихад», глава группировки в Самарии; был причастен к гибели более 30 мирных жителей | Был убит при попытке ареста. ЦАХАЛ окружил дом, где скрывался Савалхе, и потребовал, чтобы он сдался. В ответ из окна здания в сторону израильских солдат полетело несколько гранат. После этого начался штурм, во время которого и был уничтожен боевик. | Спецназ бригады «Голани»                                                       |
| 26 ноября 2002   | Дженин, Самария    | Аллах Саббах                      | «Бригады мучеников Аль-Аксы» (ФАТХ), лидер отделения в Дженине | Убит при ракетной атаке. | ВВС Израиля. Израильское командование отрицает свою причастность к ликвидации. |

### 2003-й
| дата             | место                 | цель покушения                                  | группировка, должность | акция | исполнитель                                            |
| ---------------- | --------------------- | ----------------------------------------------- | --- | --- | ------------------------------------------------------ |
| 17 февраля 2003  | сектор Газа           | Рияд Абу Зейд                                   | «Бригады Изз ад-Дин аль-Кассам» (Хамас), заместитель главы группировки | Был тяжело ранен израильскими солдатами возле одного из блокпостов, когда, не подчинившись приказу остановиться и сдаться, он попытался скрыться на своей машине. Скончался в больнице. | ЦАХАЛ                                                  |
| 8 марта 2003     | Газа                  | Ибрагим Макадме                                 | «Бригады Изз ад-Дин аль-Кассам» (Хамас), основатель и лидер в секторе Газа; отвечал за военную стратегию организации | Убит ракетным ударом с вертолётов по его автомобилю. Вместе с ним погибли также трое его помощников. | ВВС Израиля                                            |
| 17 марта 2003    | Марах Рабах, Иудея    | Али Альян                                       | Хамас, один из лидеров; входил в число наиболее опасных террористов, разыскиваемых израильскими спецслужбами; подозревался в организации взрывов автобусов в Иерусалиме, совершённых летом-осенью 2002 года, взрыве автобуса в Хайфе и других терактов                                                                                              | Убит во время нападения на израильских солдат в районе арабской деревни Марах Рабах (к югу от Вифлеема). | ЦАХАЛ                                                  |
| 18 марта 2003    | Аль-Фундук, Самария   | Насер А-Дин Мустафа Асида                       | «Бригады Изз ад-Дин аль-Кассам» (Хамас), командир группировки в Шхеме; входил в число наиболее опасных террористов, разыскиваемых израильскими спецслужбами; нёс ответственность за нападение на пассажирский автобус недалеко от поселения Иммануэль (16.07.2002), в результате которого погибли 19 израильтян                                     | Убит в ходе специальной операции в арабской деревне Аль-Фундук, расположенной недалеко от израильского поселения Иммануэль.. Асида спрятался в пещере, был обнаружен собакой и взорван гранатой. | ЦАХАЛ, при участии батальона «Харув» и спецназа «Окец» |
| 8 апреля 2003    | Газа                  | Саид Аль-Арабид                                 | «Бригады Изз ад-Дин аль-Кассам» (Хамас), активист, принимал участие в десятках нападений на израильтян | Убит ракетным ударом с вертолётов по его автомобилю. Вместе с ним погибли ещё пятеро его помощников. | ВВС Израиля                                            |
| 9 апреля 2003    | Газа                  | Махмуд Аль-Затма                                | «Бригады мучеников Аль-Аксы» (ФАТХ), активист, принимал участие в ряде нападений на израильтян, был специалистом в изготовлении взрывных устройств для террористов-смертников. | Убит ракетным ударом с вертолёта по его автомобилю. | ВВС Израиля                                            |
| 30 апреля 2003   | Хан-Юнис, сектор Газа | Нидал Салама                                    | «Бригады Абу Али Мустафы» (НФОП), командир группировки на юге сектора Газа | Убит ракетным ударом с вертолётов по его автомобилю. | ВВС Израиля                                            |
| 30 апреля 2003   | Вифлеем, Иудея        | Махмуд Салех                                    | «Бригады мучеников Аль-Аксы» (ФАТХ), глава местного подразделения | Убит в перестрелке неподалёку от Вифлеема. ЦАХАЛ окружил дом, где находились боевики, и потребовал, чтобы он сдался. В ответ завязалась перестрелка и дом был расстрелян из танковых орудий. Погиб также один из боевиков группировки. | ЦАХАЛ                                                  |
| 9 мая 2003       | сектор Газа           | Айад аль-Бек                                    | Хамас, лидер, заместитель Салаха Шахаде; Аль-Каида, активист; нёс ответственность за гибель, по меньшей мере, 19 израильтян | Убит ракетным ударом с вертолётов по его автомобилю в квартале Дарадж, неподалёку от лагеря беженцев Джебалия. | ВВС Израиля                                            |
| 10 июня 2003     | Газа                  | Абдель Азиз ар-Рантиси                          | Хамас, глава | Неудачное покушение ракетным ударом с вертолёта. | ВВС Израиля                                            |
| 11 июня 2003     | Газа                  | Тито Масуд                                      | «Бригады Изз ад-Дин аль-Кассам» (Хамас), лидер; в феврале-марте 1996 года Тито Масуд организовал четыре крупных теракта в Израиле. Был одним из организаторов регулярных обстрелов территории Израиля и еврейских поселений в секторе Газа ракетами «Кассам»; входил в число наиболее опасных террористов, разыскиваемых израильскими спецслужбами; | Убит в пригороде Газы ракетным ударом с вертолётов по его автомобилю. Среди погибших также другой активист группировки Сухиль абу-Нагель. | ВВС Израиля                                            |
| 12 июня 2003     | Газа                  | Ясир Мухаммед Таха                              | «Бригады Изз ад-Дин аль-Кассам» (Хамас), полевой командир | Убит ракетным ударом с вертолётов по его автомобилю. Вместе с ним погибли его жена и двое детей. | ВВС Израиля                                            |
| 14 августа 2003  | Хеврон, Иудея         | Мохаммед Сидер                                  | «Бригады Аль-Кудса» («Исламский джихад»), командир группировки в Хевроне; нёс ответственность за все теракты, произведённые активистами «Исламского джихада», происходившие в Хевроне, в том числе и за теракт в ноябре 2002, жертвами которого стали 12 человек                                                                                    | Был убит в перестрелке при попытке ареста. ЦАХАЛ окружил дом, где скрывался Сидер, и потребовал, чтобы он сдался. В ответ тот бросил в солдат осколочную гранату и открыл по ним беспорядочную стрельбу. В ходе завязавшейся двухчасовой перестрелки, по зданию был выпущен противотанковый снаряд, который попал в небольшую лабораторию по производству взрывчатки, что привело к серии взрывов внутри дома. | спецназ ЯМАМ                                           |
| 20 августа 2003  | Газа                  | Исмаил Абу Шанаб                                | Хамас, один из высокопоставленных лидеров | Был убит вместе с двумя своими охранниками ракетным ударом с вертолётов по их автомобилю. | ВВС Израиля                                            |
| август 2003      | Газа                  | Мохаммед Дейф, Аднан аль-Гуль и шейх Ахмед Ясин | «Бригады Изз ад-Дин аль-Кассам» (Хамас), высокопоставленные руководители | Израильские самолёты атаковали дом, в котором проходило совещание высокопоставленных лидеров «Хамас». Верхушке Хамаса удалось спастись. | ВВС Израиля                                            |
| 6 сентября 2003  | Газа                  | шейх Ахмед Ясин                                 | Хамас, духовный лидер и один из его основателей | Неудачная попытка ликвидации ракетами с самолёта по зданию, в котором он находился. | ВВС Израиля                                            |
| 10 сентября 2003 | Газа                  | Махмуд аз-Захар                                 | Хамас, один из основателей и идеологов | Неудачная попытка ликвидации бомбой с самолёта по его дому. Аз-Захар был ранен, но выжил. | ВВС Израиля                                            |
| 25 сентября 2003 | Хеврон, Иудея         | Диаб Рахим Шуэйке                               | «Бригады Аль-Кудса» («Исламский джихад»), командир группировки в Хевроне | Убиты снайперами в ходе перестрелки. | спецназ ЯМАМ                                           |
| 25 сентября 2003 | Хеврон, Иудея         | Абдель Рахим Азиз Кик                           | «Бригады Аль-Кудса» («Исламский джихад»), командир группировки в окрестностях Хеврона | Убиты снайперами в ходе перестрелки. | спецназ ЯМАМ                                           |
| 20 октября 2003  | Нусейрат, сектор Газа | Имад Акель                                      | Хамас, высокопоставленный командир | Убит ракетным ударом с вертолёта по его автомобилю. | ВВС Израиля                                            |
| 25 декабря 2003  | сектор Газа           | Маклед Хамид                                    | «Бригады Аль-Кудса» («Исламский джихад»), лидер группировки в секторе Газа | Убит ракетным ударом с вертолёта. | ВВС Израиля                                            |

### 2004-й
| дата             | место                 | цель покушения                               | группировка, должность | акция | исполнитель                                                       |
| ---------------- | --------------------- | -------------------------------------------- | --- | --- | ----------------------------------------------------------------- |
| 7 февраля 2004   | сектор Газа           | Азиз аль-Шами                                | «Бригады Аль-Кудса» («Исламский джихад»), активист; являлся родственником и телохранителем главы группировки Абдаллы аль-Шами                                                             | Был тяжело ранен ракетным ударом с вертолёта. Скончался в больнице. | ВВС Израиля                                                       |
| 28 февраля 2004  | Газа                  | Махмуд Джада                                 | «Бригады Аль-Кудса» («Исламский джихад»), командир в секторе Газа | Убиты ракетным ударом с вертолёта по машине. | ВВС Израиля                                                       |
| 28 февраля 2004  | Газа                  | двоюродные братья Айман Дахдух и Амин Дахдух | «Бригады Аль-Кудса» («Исламский джихад»), боевики | Убиты ракетным ударом с вертолёта по машине. | ВВС Израиля                                                       |
| 22 марта 2004    | сектор Газа           | шейх Ахмед Ясин                              | Хамас, духовный лидер и один из его основателей | Убит ракетным ударом с вертолёта. | ВВС Израиля                                                       |
| 17 апреля 2004   | Газа                  | Абдель Азиз ар-Рантиси                       | Хамас, лидер и один из его основателей, возглавивший движение после гибели Ясина | Убит ракетным ударом с вертолёта. Вместе с ним погибли его старший сын и телохранитель. | ВВС Израиля                                                       |
| 23 апреля 2004   | Калькилия             | Рахман Назаль Мухаммад Назаль Мухаммад Уде   | «Бригады мучеников Аль-Аксы» (ФАТХ), боевики и активист ФАТХ | Убиты в перестрелке. | ЦАХАЛ                                                             |
| 2 мая 2004       | Шхем, Самария         | Надер Абу Лиль Хашем Абу Хамдан              | «Бригады мучеников Аль-Аксы» (ФАТХ), командиры в лагере палестинских беженцев Балата | Убиты ракетным ударом с вертолёта. Погибли также два боевика группировки «Танзим» (ФАТХ). | ВВС Израиля                                                       |
| 30 мая 2004      | сектор Газа           | Ваэль Насер                                  | «Бригады Изз ад-Дин аль-Кассам» (Хамас), один из высокопоставленных командиров; ответственный за ракеты «Кассам»                                                                          | Убит ракетным ударом с вертолёта по мотоциклу, на котором ехали боевики Хамаса. Погибли также двое боевиков Хамаса. | ВВС Израиля                                                       |
| 14 июня 2004     | Шхем, Самария         | Халиль Маршуд                                | «Бригады мучеников Аль-Аксы» (ФАТХ), командир в лагере палестинских беженцев Балата (Шхем); являлся одним из наиболее влиятельных командиров военизированного крыла «ФАТХ» в районе Шхема | Убит ракетным ударом с вертолёта по его автомобилю. | ВВС Израиля                                                       |
| 18 августа 2004  | сектор Газа           | Ахмед аль-Джабари                            | «Бригады Изз ад-Дин аль-Кассам» (Хамас), лидер | В результате ракетного удара по дому Джабари погибли пять человек: сын Джабари, его брат, зять и кузен. Кроме того, погиб также зять бывшего лидера «Хамас» ар-Рантиси. Сам Джабари остался в живых, получив ранения ног. Как минимум трое из убитых были активным участниками террористических организаций: двое были боевиками «Хамас», один — «Исламского джихада». | ВВС Израиля                                                       |
| 14 сентября 2004 | Дженин, Самария       | Махмуд Абу Халифа                            | «Бригады мучеников Аль-Аксы» (ФАТХ), заместитель командира подразделения в Дженине | Убит ракетным ударом с вертолёта по его автомобилю. Погибли также двое боевиков. | ВВС Израиля                                                       |
| 19 сентября 2004 | сектор Газа           | Халед Абу Шамийя                             | «Бригады мучеников Аль-Аксы» (ФАТХ), один из главных командиров в лагере беженцев Шати; руководил производством ракет «Кассам»                                                            | Убит ракетным ударом с беспилотного самолёта по его автомобилю. | ВВС Израиля                                                       |
| 26 сентября 2004 | Дамаск, Сирия         | шейх Изз аль-Дин аш-Шейх Халиль              | Хамас, идеолог; специалист по контрабанде оружия и взрывотехнике | Убит в результате взрыва заминированного автомобиля. | Моссад. Официально Израиль объявил о непричастности к этой акции. |
| 6 октября 2004   | сектор Газа           | Башир Дабаш                                  | «Бригады Аль-Кудса» («Исламский джихад»), лидер в секторе Газа | Убит в ходе операции «Дни покаяния» ракетным ударом с вертолёта по его автомобилю. | ВВС Израиля                                                       |
| 21 октября 2004  | Газа                  | Аднан аль-Гуль                               | Хамас, эксперт по оружию и создатель ракет «Кассам»; главный помощник Мохаммеда Дейфа | Убиты ракетным ударом с вертолёта по их автомобилю. | ВВС Израиля                                                       |
| 21 октября 2004  | Газа                  | Имад Аббас                                   | Хамас, активист | Убиты ракетным ударом с вертолёта по их автомобилю. | ВВС Израиля                                                       |
| 31 декабря 2004  | Хан-Юнис, сектор Газа | Абу-Бака                                     | «Бригады Изз ад-Дин аль-Кассам» (Хамас), командир | Убит в числе пяти боевиков выстрелом ракеты с вертолёта. | ВВС Израиля                                                       |

### 2005-й
| дата             | место                   | цель покушения           | группировка, должность                                                                                           | акция                                                                                              | исполнитель  |
| ---------------- | ----------------------- | ------------------------ | --- | -------------------------------------------------------------------------------------------------- | ------------ |
| 13 июля 2005     | Шхем, Самария           | Мохаммед аль-Ази         | «Бригады мучеников Аль-Аксы» (ФАТХ), один из лидеров группировки                                                 | Террорист был блокирован в доме британской «правозащитницы» Энни Хиггинс. Убит в ходе перестрелки. | ЦАХАЛ        |
| 17 июля 2005     | Хан-Юнис, сектор Газа   | Саид Циам                | Хамас, эксперт по оружию                                                                                         | Застрелен снайпером.                                                                               | спецназ ЯМАМ |
| 25 сентября 2005 | сектор Газа             | Мохаммед Шейх аль-Халиль | «Бригады Аль-Кудса» («Исламский джихад»), лидер                                                                  | Убит в ходе операции «Первый дождь» ракетным ударом с вертолётов по его автомобилю.                | ВВС Израиля  |
| 24 октября 2005  | Тулькарем, Самария      | Луай ас-Саади            | «Бригады Аль-Кудса» («Исламский джихад»), руководитель на Западном берегу                                        | Убиты в перестрелке в ходе операции по задержанию.                                                 | ЦАХАЛ        |
| 24 октября 2005  | Тулькарем, Самария      | Маджид Ашкар             | «Бригады Аль-Кудса» («Исламский джихад»), полевой командир                                                       | Убиты в перестрелке в ходе операции по задержанию.                                                 | ЦАХАЛ        |
| 27 октября 2005  | Джебалия, сектор Газа   | Шади Моханна             | «Бригады Аль-Кудса» («Исламский джихад»), руководитель на севере сектора Газа                                    | Убиты ракетным ударом с вертолёта по автомобилю с боевиками группировки.                           | ВВС Израиля  |
| 27 октября 2005  | Джебалия, сектор Газа   | Мохаммед Газайнех        | «Бригады Аль-Кудса» («Исламский джихад»), помощник                                                               | Убиты ракетным ударом с вертолёта по автомобилю с боевиками группировки.                           | ВВС Израиля  |
| 1 ноября 2005    | Газа                    | Хасан аль-Мадхун         | «Бригады мучеников Аль-Аксы» (ФАТХ), возглавлял одну из ячеек, наиболее активно участвовавших в обстреле Сдерота | Убиты ракетным ударом с вертолёта по автомобилю Палестинской автономии, в котором они ехали.       | ВВС Израиля  |
| 1 ноября 2005    | Газа                    | Фаузи абу Кара           | «Бригады Изз ад-Дин аль-Кассам» (Хамас), командир ячейки в Джебалии                                              | Убиты ракетным ударом с вертолёта по автомобилю Палестинской автономии, в котором они ехали.       | ВВС Израиля  |
| 7 декабря 2005   | Рафах, сектор Газа      | Махмуд аль-Аркан         | «Комитеты народного сопротивления», один из представителей руководства группировки                               | Убит ракетным ударом с военного самолёта по автомобилю с боевиками группировки.                    | ВВС Израиля  |
| 8 декабря 2005   | Бейт Лахия, сектор Газа | Айяд Нагар Зийад Куадас  | «Бригады мучеников Аль-Аксы» (ФАТХ), командиры отрядов                                                           | Убиты ракетным ударом по зданию штаба ФАТХ.                                                        | ВВС Израиля  |

### 2006-й
| дата            | место                 | цель покушения                           | группировка, должность | акция | исполнитель |
| --------------- | --------------------- | ---------------------------------------- | --- | --- | --- |
| 2 января 2006   | Джебалия Газа         | Саид абу-Гадиан                          | «Бригады Аль-Кудса» («Исламский джихад»), лидер местного отделения группировки | Убит ракетным ударом с вертолёта по его автомобилю. Вместе с ним погиб также его помощник Акрам Гадас, ещё один боевик Мухаммед Абед скончался позже в больнице от полученных ранений. Незадолго до гибели боевики произвели пуск двух ракет «Кассам» по территории Израиля.                                                            | ВВС Израиля |
| 7 января 2006   | Газа                  | Мохаммед Дейф Ахмад аль-Гандур Раед Саид | «Бригады Изз ад-Дин аль-Кассам» (Хамас), высокопоставленные руководители | ВВС Израиля разбомбили дом в районе Шейх Радван (город Газа), где происходила встреча руководства «Изз ад-Дин аль-Кассам». Трёхэтажный дом был полностью разрушен. Погибли активист Хамаса Набиль аль-Салмиа, его жена и пятеро детей. Всем троим лидерам группировки удалось спастись, получив лишь ранения различной степени тяжести. | ВВС Израиля |
| 5 февраля 2006  | Газа                  | Джихад ас-Савафири                       | «Бригады Аль-Кудса» («Исламский джихад»), нёс ответственность за организацию обстрелов израильской территории из сектора Газа                                                                        | Убиты ракетным ударом с вертолёта по их автомобилю. | ВВС Израиля |
| 5 февраля 2006  | Газа                  | Аднан Бустан                             | «Бригады Аль-Кудса» («Исламский джихад»), возглавлял подразделение, занимавшееся изготовлением самодельных неуправляемых ракет и взрывных устройств                                                  | Убиты ракетным ударом с вертолёта по их автомобилю. | ВВС Израиля |
| 6 февраля 2006  | Газа                  | Хасан Асфур                              | «Бригады мучеников Аль-Аксы» (ФАТХ), лидер и командир ракетного звена | Убит в результате ракетной атаки по его автомобилю. Вместе с ним погиб ещё один боевик — Рами Хануна. | ВВС Израиля |
| 1 марта 2006    | Газа                  | Халед аль-Дахдух                         | «Бригады Аль-Кудса» («Исламский джихад»), лидер в секторе Газа | Убит ракетным ударом с самолёта. | ВВС Израиля |
| 6 марта 2006    | Газа                  | Мунир Абу Сухар Айяд Абу Шалуф           | «Исламский джихад», члены руководства группировки секторе Газа; Абу Сухар занимался изготовлением взрывных устройств, контрабандой оружия и переправлял террористов-смертников через границу Сектора | Убиты ракетным ударом с вертолёта по их автомобилю. | ВВС Израиля |
| 20 мая 2006     | Газа                  | Мухаммад аль-Дахдух                      | «Исламский джихад», лидер в Газе | Убит ракетным ударом с вертолёта. | ВВС Израиля |
| 25 мая 2006     | Сидон, Ливан          | Махмуд аль-Маджуб (Абу-Хамза)            | Исламский джихад, главный секретарь | Был тяжело ранен в результате взрыва мины, заложенной в его автомобиле. При взрыве также погиб его брат Нидал. Маджуб скончался от ран на следующий день. | «Исламский джихад» обвинил в гибели своего лидера Израиль, который отрицает свою причастность к этой ликвидации. |
| 5 июня 2006     | Газа                  | Имад Азалия Маджди Хамад                 | «Комитеты народного сопротивления», лидер и сподвижник | Убиты в результате ракетного удара с беспилотного самолёта. | ВВС Израиля |
| 8 июня 2006     | Хан-Юнис, сектор Газа | Джамаль Абу Самхадана                    | «Комитеты народного сопротивления», глава; заместитель главы палестинского МВД; глава палестинского полицейского спецназа, сформированного из боевиков различных группировок                         | Убит ракетным ударом. При этом погибли ещё трое активистов группировки. | ВВС Израиля |
| 13 июня 2006    | Газа                  | Хамуд аль-Вадайя                         | «Бригады Аль-Кудса» («Исламский джихад»), командовал в группировке запуском ракет по территории Израиля                                                                                              | Убит ракетным ударом по микроавтобусу. Вместе с ним погибли ещё двое боевиков Аднан Талиб и Шауки ас-Сакали. | ВВС Израиля |
| 12 июля 2006    | Газа                  | Мохаммед Дейф                            | «Бригады Изз ад-Дин аль-Кассам» (Хамас), главнокомандующий | Был тяжело ранен в результате ракетного удара по зданию, в котором проходило совещание высокопоставленных руководителей группировки. Дейф выжил и в этот раз, но его позвоночник был серьёзно повреждён, в результате чего у него была парализована нижняя часть тела и ноги. При бомбёжке погибли 6 боевиков Хамаса.                   | ВВС Израиля |
| 9 августа 2006  | Дженин, Самария       | Хусам Джарадат                           | «Бригады Аль-Кудса» («Исламский джихад»), влиятельный лидер | Попытка ликвидации ракетным ударом с вертолёта по его офису. Были убиты двое боевиков Усама Атили и Мухаммад Атик. Заместитель Джарадата Валид Убейди Абу аль-Касам получил ранения средней тяжести, сам Джарадат не пострадал. | ВВС Израиля |
| 23 августа 2006 | Дженин, Самария       | Хусам Джарадат                           | «Бригады Аль-Кудса» («Исламский джихад»), влиятельный лидер | Попытка ликвидации стрельбой из автомобиля. Джарадат был госпитализирован с тяжёлыми ранениями, умер в больнице неделей позже. | израильский спецназ Дувдеван                                                                                     |
| 31 августа 2006 | Шхем, Самария         | Фади Кафиша                              | «Бригады мучеников Аль-Аксы» (ФАТХ), лидер; был причастен к организации многих терактов, изготовлял пояса со взрывчаткой для террористов-смертников                                                  | Был убит в ходе специальной операции по его захвату. В перестрелке получили ранения ещё шестеро боевиков, двое из них в тяжёлом состоянии. | Харув |
| 3 ноября 2006   | Шхем, Самария         | Ибрагим Санакра                          | «Бригады мучеников Аль-Аксы» (ФАТХ), один из лидеров | Был убит в ходе специальной операции в лагере палестинских беженцев Балата. Его родной брат, также боевик ФАТХа, получил тяжёлые ранения. | ЦАХАЛ |
| 4 ноября 2006   | Газа                  | Ахмед Ауад                               | Хамас, возглавлял в автономии систему разработки, производства и модернизации ракет «Касам»; являлся зятем главы палестинского МИД Махмуда аз-Захара                                                 | Убиты ракетным ударом с вертолёта по их автомобилю. | ВВС Израиля |
| 4 ноября 2006   | Газа                  | Рамзи Шахайбер                           | Хамас, один из лидеров; руководил производством ракет «Касам» | Убиты ракетным ударом с вертолёта по их автомобилю. | ВВС Израиля |
| 8 ноября 2006   | Дженин, Самария       | Тахер Абахара                            | «Бригады мучеников Аль-Аксы» (ФАТХ), командир боевой ячейки | Был убит в ходе патрульной операции в районе арабской деревни Кфар-Ямун (пригород Дженина). | ЦАХАЛ |
| 19 ноября 2006  | Газа                  | Имад Хасмин                              | Хамас, ответственный за изготовление и запуски ракет по территории Израиля | Убит в результате перестрелки. | ШАБАК, ЯМАМ |
| 19 ноября 2006  | Газа                  | Абдель Кадер Хабиб                       | «Бригады Изз ад-Дин аль-Кассам» (Хамас), полевой командир | Убит в результате ракетного удара по автомобилю. Погиб также его телохранитель, ранены ещё 5 боевиков Хамас. | ВВС Израиля |
| 23 ноября 2006  | сектор Газа           | Фаик Абу аль-Кумсан                      | «Бригады Салах ад-Дина» («Комитеты народного сопротивления»), командир северной части сектора Газа; глава подразделения по запуску ракет по израильской территории                                   | Убит ракетным ударом. | ВВС Израиля |

### 2007-й
| дата            | место                 | цель покушения                                               | группировка, должность | акция | исполнитель |
| --------------- | --------------------- | ------------------------------------------------------------ | --- | --- | ----------- |
| 17 мая 2007     | сектор Газа           | Имад Шабан                                                   | Хамас, специалист по запускам ракет | Убит ракетным ударом по его автомобилю. | ВВС Израиля |
| 21 мая 2007     | Джебалия, сектор Газа | Маджид аль-Батш Махмуд Авад Азиз аль-Хилу Мухаммад Абу Наама | «Бригады Аль-Кудса» («Исламский джихад»), руководители запуска ракет по израильской территории                                                            | Убиты ракетным ударом с вертолёта по их автомобилю. | ВВС Израиля |
| 25 июня 2007    | сектор Газа           | Хуссейн Халиль аль-Хур                                       | «Исламский джихад», командир ракетного расчёта | Убит ракетным ударом по автомобилю. Ранены также двое других боевиков группировки. | ВВС Израиля |
| 27 июня 2007    | Газа                  | Раад Фануна                                                  | «Исламский джихад», «инженер Исламского джихада», разрабатывал ракеты «Кудс» и ракеты нового поколения «Кудс 2»; считался погибшим в течение четырёх лет. | Убит ракетным ударом. | ВВС Израиля |
| 26 июля 2007    | сектор Газа           | Омар аль-Хатиб                                               | «Бригады Аль-Кудса» («Исламский джихад»), один из наиболее влиятельных лидеров                                                                            | Убит ракетным ударом с беспилотного самолёта по автомобилю. Вместе с ним погибли двое других боевиков группировки: Халил Дайфи и Ахмад Абд аль-Эль.                                                      | ВВС Израиля |
| 2 августа 2007  | Шхем, Самария         | Ряйд Абу аль-Адэ                                             | «Исламский джихад», один из лидеров | Был убит при попытке ареста. ЦАХАЛ окружил дом, где скрывался аль-Адэ, и потребовал, чтобы он сдался. Против солдат было использовано самодельное взрывное устройство, а сам аль-Адэ попытался скрыться. | ЦАХАЛ       |
| 23 октября 2007 | Газа                  | Мубарак аль-Хассанат                                         | «Комитеты народного сопротивления», ответственное лицо в МВД; организатор ракетных обстрелов Израиля.                                                     | Убит ракетным ударом по его автомобилю. | ВВС Израиля |
| 17 декабря 2007 | Газа                  | Маджид аль-Харазин                                           | «Бригады Аль-Кудса» («Исламский джихад»), лидер; отвечал за организацию ракетных обстрелов Израиля.                                                       | Убит ракетным ударом по его автомобилю в районе Шейх Радуан. Вместе с ним погибли ещё двое боевиков группировки — в том числе, полевой командир Джихад Даэр.                                             | ВВС Израиля |

### 2008-й
| дата            | место                           | цель покушения               | группировка, должность | акция | исполнитель |
| --------------- | ------------------------------- | ---------------------------- | --- | --- | --- |
| 14 января 2008  | сектор Газа                     | Нидаль Амоди                 | «Бригады мучеников Аль-Аксы» (ФАТХ), командир | Убиты ракетным ударом. | ВВС Израиля |
| 14 января 2008  | сектор Газа                     | Махер Набхук                 | «Армия Ислама», активист | Убиты ракетным ударом. | ВВС Израиля |
| 16 января 2008  | деревня Кабатия, Самария        | Валид Обейди                 | «Бригады Аль-Кудса» («Исламский джихад»), командир | ЦАХАЛ окружил дом в деревне Кабатия, к югу от Дженина, где скрывался Обейди, и потребовал, чтобы он сдался. В ответ завязалась перестрелка, в которой Обейди был убит.                                                                                      | израильский спецназ |
| 4 февраля 2008  | сектор Газа                     | Амер Кармут (Абу Саид)       | «Комитеты народного сопротивления», командующий | Убит ракетным ударом с вертолёта. | ВВС Израиля |
| 12 февраля 2008 | Дамаск, Сирия                   | Имад Мугния (Хадж Радуан)    | Хизбалла, глава спецслужб | Убит в результате взрыва бомбы, заложенной в его автомобиле. | По мнению некоторых источников, убийство было организованно Моссадом. Израиль отрицает свою причастность к этой ликвидации. |
| 16 февраля 2008 | лагерь Аль-Бурейдж, сектор Газа | Айман абу Фаед (Абу Абдалла) | «Бригады Аль-Кудса» («Исламский джихад»), один из наиболее высокопоставленных командиров | Убит в результате взрыва дома. Трёхэтажное здание полностью разрушено. Большой ущерб нанесён нескольким расположенным поблизости постройкам. В числе пострадавших, главным образом, члены семьи абу Фаеда. Семеро из них находятся в критическом состоянии. | согласно палестинским источникам, ВВС Израиля; ЦАХАЛ отрицает причастность к взрыву                                         |
| 15 апреля 2008  | сектор Газа                     | Ибрагим Абу Олба             | «ДФОП», командир | Убит ракетным ударом с вертолётов по его автомобилю. | ВВС Израиля |
| 30 апреля 2008  | Рафах, сектор Газа              | Ауд Аль-Кик                  | «Бригады Аль-Кудса» («Исламский джихад»), полевой командир | Налёт вертолётов на позиции боевиков. | ВВС Израиля |
| 1 мая 2008      | Аль-Забура, Рафах, сектор Газа  | Хафез Мансур                 | ХАМАС видный активист; принимал активное участие в разработке и осуществлении похищения Гилада Шалита, подготовке нескольких терактов, диверсии на КПП «Керем Шалом» и ракетных обстрелов израильских населённых пунктов. | Налёт вертолётов на позиции боевиков. | ВВС Израиля |
| 17 июня 2008    | Хан-Юнис, сектор Газа           | Муатаз Дормуш                | «Армия Ислама», заместитель главы группировки | Убит ракетным ударом с вертолётов по его автомобилю. Вместе с ним погибли ещё четверо боевиков группировки. | ВВС Израиля |
| 16 декабря 2008 | Дженин, Самария                 | Джихад Навада                | «Бригады Аль-Кудса» («Исламский джихад»), командир группировки в северной Самарии | Убит в перестрелке при попытке ареста. | израильский спецназ |
| 28 декабря 2008 | Газа                            | Тауфик Джаббер               | Хамас, шеф полицейских сил Хамаса в секторе Газе | Погибли в первом массированном авиаударе, открывшем операцию «Литой свинец». | ВВС Израиля |
| 28 декабря 2008 | Газа                            | Исмаил аль-Джаабри           | помощник Джаббера, возглавлявший ведомство обороны и безопасности | Погибли в первом массированном авиаударе, открывшем операцию «Литой свинец». | ВВС Израиля |
| 28 декабря 2008 | Газа                            | Абу-Ахмад Ашур               | губернатор центрального района Газы | Погибли в первом массированном авиаударе, открывшем операцию «Литой свинец». | ВВС Израиля |

### 2009-й
| дата            | место                           | цель покушения                                 | группировка, должность | акция | исполнитель                                                                     |
| --------------- | ------------------------------- | ---------------------------------------------- | --- | --- | ------------------------------------------------------------------------------- |
| 1 января 2009   | Газа                            | Низар Райан                                    | Хамас, № 3 в иерархии организации и её духовный лидер; главнокомандующий вооружённых сил Хамаса                            | Убит в результате авиаудара в ходе операции «Литой свинец». Райан остался дома вместе с семьёй, несмотря на полученное от израильской армии предупреждение о бомбёжке. При взрыве бомбы погибли также 4 его жены и 9 из 12 детей. | ВВС Израиля                                                                     |
| 3 января 2009   | сектор Газа                     | Абу Закария аль-Джамаль                        | «Бригады Изз ад-Дин аль-Кассам» (Хамас), один из высокопоставленных командиров                                             | Был тяжело ранен ракетным ударом с израильских самолётов по его автомобилю. Скончался в больнице. | ВВС Израиля                                                                     |
| 4 января 2009   | Хан-Юнис, сектор Газа           | Хусам Хамдан                                   | «Бригады Изз ад-Дин аль-Кассам» (Хамас), высокопоставленный командир; отвечал за ракетные обстрелы Израиля ракетами «Град» | Убиты ракетным ударом. | ВВС Израиля                                                                     |
| 4 января 2009   | Хан-Юнис, сектор Газа           | Мухаммад Хило                                  | «Бригады Изз ад-Дин аль-Кассам» (Хамас), возглавлял спецподразделения Хамас в Хан-Юнис                                     | Убиты ракетным ударом. | ВВС Израиля                                                                     |
| 15 января 2009  | Джебалия, сектор Газа           | Саид Сиам                                      | Хамас, министр внутренних дел; один из наиболее радикальных лидеров                                                        | Погибли при бомбардировке дома, в котором находились. | ВВС Израиля                                                                     |
| 15 января 2009  | Джебалия, сектор Газа           | Салах Абу Шрах                                 | Хамас, начальник общей службы безопасности; координатор между политическим и военным крылом движения                       | Погибли при бомбардировке дома, в котором находились. | ВВС Израиля                                                                     |
| 15 января 2009  | Джебалия, сектор Газа           | Мохаммед Ватфа                                 | «Бригады Изз ад-Дин аль-Кассам» (Хамас), высокопоставленный командир                                                       | Погибли при бомбардировке дома, в котором находились. | ВВС Израиля                                                                     |
| 5 февраля 2009  | деревня Кабатия, Самария        | Алаадин Сариф Абу Ров                          | «Исламский джихад», региональный лидер                                                                                     | Убит в перестрелке при попытке ареста в деревне Кабатия, к югу от Дженина. | Шабак, спецподразделение «Дувдеван» и батальон «Нецах Иегуда» («Нахаль Хареди») |
| 4 марта 2009    | деревня Бейт-Лахия, сектор Газа | Халед Шаалан Хамза Наджер                      | «Бригады Аль-Кудса» («Исламский джихад»), региональный лидер, руководитель ракетного подразделения и его заместитель.      | Тяжело ранены в автомобиле ракетным залпом с вертолёта. Скончались в больнице «Шифа». | ВВС Израиля                                                                     |
| 7 марта 2009    | деревня Бейт-Лахия, сектор Газа | Махмуд Патуах                                  | «Бригады Аль-Кудса» («Исламский джихад»), руководитель ракетного подразделения.                                            | Убит в автомобиле ракетным залпом. | ВВС Израиля                                                                     |
| 28 мая 2009     | деревня Дура, близ Хеврона      | Абед Аль-Маджид Дудейн                         | «Бригады Изз ад-Дин аль-Кассам» (ХАМАС), высокопоставленный командир ХАМАСа в Хевроне .                                    | Убит в перестрелке. | ЦАХАЛ, ЯМАМ                                                                     |
| 26 декабря 2009 | Шхем                            | Анан Субух, Раид ас-Саркажди и Расан Абу-Шарах | «Бригады мучеников Аль-Аксы»                                                                                               | Убиты в перестрелке при задержании по подозрению в теракте, совершённом 24 декабря 2009 | Дувдеван, Кфир                                                                  |

## 2010-е

### 2010-й
| дата           | место                                          | цель покушения                                   | группировка, должность | акция                                                                                           | исполнитель                                                                                        |
| -------------- | ---------------------------------------------- | ------------------------------------------------ | --- | ----------------------------------------------------------------------------------------------- | -------------------------------------------------------------------------------------------------- |
| 10 января 2010 | Дейр-эль-Балах, Сектор Газа                    | Ауад Абу Насир, Хасан аль-Катарауи, Худайфа Хамс | «Исламский джихад», боевики, Ауад Абу Насир был полевым командиром, ответственным за десятки ракетно-миномётных обстрелов израильской территории.          | Убиты в результате точечного ракетного удара.                                                   | ВВС Израиля                                                                                        |
| 20 января 2010 | Дубай, ОАЭ                                     | Махмуд аль-Мабхух                                | «Бригады Изз ад-Дин аль-Кассам» (Хамас), высокопоставленный координатор                                                                                    | Его тело нашли в гостинице, со следами удара электрошокером и удушения.                         | ХАМАС заявил, что это убийство осуществили израильские спецслужбы. Израиль версии не комментирует. |
| 30 июля 2010   | Сектор Газа, в районе лагеря беженцев Нусейрат | Исса Абдул-Хади Аль-Батран                       | «Бригады Изз ад-Дин аль-Кассам» (Хамас), командующеий силами ХАМАС в центральной части Газы, один из главных специалистов по изготовлению ракет.           | Убит в результате ракетно-бомбового удара по террористическим объектам после обстрела Ашкелона. | ВВС Израиля.                                                                                       |
| 3 ноября 2010  | Газа                                           | Мохаммеда аль-Намнама                            | «Армия ислама», радикальная палестинской группировка, связанная с «Аль-Каидой» и участвовавшая в 2006 году в похищении Гилада Шалита, главный оперативник. | Убит при помощи начинённого взрывчаткой автомобиля.                                             | ШАБАК.                                                                                             |

### 2011-й
| дата            | место                             | цель покушения                                                                                           | группировка, должность | акция                                                                                               | исполнитель |
| --------------- | --------------------------------- | --- | --- | --------------------------------------------------------------------------------------------------- | --- |
| 11 января 2011  | К востоку от Хан-ЮнисаСектор Газа | Мохаммед Наджар                                                                                          | «Исламский джихад», боевик группировки, принимавший участие в боестолкновениях с израильской армией в ходе операции «Литой свинец» | В момент нанесения авиаудара ехал на мотоцикле. Убит.                                               | ВВС Израиля. |
| 2 апреля 2011   | Сектор Газа, в районе Хан-Юниса   | Исмаил Лубад, Абдалла Лубад, Мухаммед Альдия                                                             | «Бригады Изз ад-Дин аль-Кассам» (Хамас), боевики-активисты. Исмаил Лубад был одним из высокопоставленных членов боевого крыла Хамас. | Убиты в результате ракетного залпа с беспилотного самолёта.                                         | ВВС Израиля. |
| 5 апреля 2011   | Судан, в районе Порт-Судана       | Иса Хадаб и его водитель Ахмед Джибриль                                                                  | «Бригады Изз ад-Дин аль-Кассам» (Хамас). Иса Хадаб одна из ключевых фигур в боевом крыле Хамаса, ответственный за снабжение организации оружием, «мозг» контрабандистов и планировщик операций по нелегальным поставкам оружия в сектор Газа.                                                                  | Убиты в результате попадания по его автомобилю ракеты Hellfire, выпущенной с беспилотного самолёта. | Правительство Судана считает, что нападение осуществили израильские спецслужбы. Израиль версии не комментирует. |
| 9 апреля 2011   | Сектор Газа,Рафах                 | Тайсир Абу-Санма, известный также как Абу-Альмеджид, Мухаммад Аваджа, Ахмад Набиль Зайтуния, Раед Шахада | «Бригады Изз ад-Дин аль-Кассам» (Хамас), боевики-активисты. Абу-Альмеджид был одним из высокопоставленных членов боевого крыла Хамас, Мухаммад Аваджа — его прессекретарём, Раед Шахада — командиром ракетчиков                                                                                                | Убиты в результате ракетных залпов с беспилотных самолётов.                                         | ВВС Израиля. |
| 18 августа 2011 | Сектор Газа,Рафах                 | Камаль Нираб, он же Абу Авад                                                                             | Один из руководителей террористической группировки «Комитеты народного сопротивления». Был причастен к подготовке и организациисерии терактов на юге Израиля. | Убит в результате ракетного залпа с беспилотного самолёта.                                          | ВВС Израиля |
| 23 августа 2011 | Сектор Газа,Рафах                 | Исмаил аль-Асмар, он же Исмаил Зади Исмаил Асмар                                                         | Один из командиров группировки «Исламский джихад». Он субсидировал террористические акты в районе Эйлата 18 августа и планировал новый теракт на Синайском полуострове. | Убит в результате удара с воздуха.                                                                  | ВВС Израиля. |
| 5 ноября 2011   | Сектор Газа, в районе Хан-Юниса   | Абдалла Махана                                                                                           | Командир артиллерии «Исламского джихада». | Убит в результате ракетного залпа с вертолёта. Предотвращён запуск ракеты по территории Израиля.    | ВВС Израиля |
| 8 декабря 2011  | г. Газа                           | Эцам Цубахи, Исмаил Баташ                                                                                | «Бригады мучеников Аль-Аксы». Несут ответственность за организацию теракта в Эйлате в 2007 году, в котором были убиты 3 израильтянина. Также замешаны в подготовке других терактов, которые удалось предотвратить. Оба, по сведениям израильской разведки, занимались подготовкой теракта на границе с Синаем. | В результате атаки с воздуха машина с террористами взорвалась.                                      | ВВС Израиля |
| 30 декабря 2011 | Зейтун (пригород г. Газа)         | Муаман Абу-Даф                                                                                           | Старший оперативник группировки «Исламского джихада». Ответственен за организацию и исполнение многочисленных и разнообразных терактов против израильских граждан и солдат ЦАХАЛ, включая установку взрывных устройств в районе, прилегающем к забору безопасности и израильско-египетской границе.            | Убит в результате ракетного залпа с вертолёта. Предотвращён запуск ракеты по территории Израиля.    | ВВС Израиля |

### 2012-й
| дата           | место                                   | цель покушения                                            | группировка, должность | акция | исполнитель  |
| -------------- | --------------------------------------- | --------------------------------------------------------- | --- | --- | ------------ |
| 9 марта 2012   | Восточная часть города Газа,Сектор Газа | Зохир Аль-Кейси по кличке «Абу-Ибрагим», Ахмад Аль-Ханани | Зохир Аль-Кейси — генсек террористической группировки «Комитеты народного сопротивления». Был причастен к подготовке и организации серии терактов на юге Израиля. Ахмад Ханани, высокопоставленный активист этой же организации, освобождённый в результате сделки по обмену Гилада Шалита на палестинских заключенных. | В момент нанесения авиаудара ехали на автомобиле. Оба погибли.                                            | ВВС Израиля. |
| 12 марта 2012  | Шуджайя (квартал г. Газа)               | Басем Аджла                                               | Один из командиров группировки «Исламского джихада». | В результате атаки с воздуха уничтожен автомобиль. Аджла убит на месте. Ещё несколько палестинцев ранены. | ВВС Израиля  |
| 14 ноября 2012 | г. Газа                                 | Ахмед Джабари                                             | Командир военного крыла ХАМАСа. | В результате атаки с воздуха уничтожен автомобиль. Ахмед Джабари убит на месте.                           | ВВС Израиля  |
| 14 ноября 2012 | г. Газа                                 | Раед аль-Атар                                             | Один из командиров группировки «Батальон Рафиах». | ЦАХАЛ разбомбил его дом на юге сектора Газа. Самого Атара не было на месте.                               | ВВС Израиля  |

### 2013-й
| дата           | место                                  | цель покушения             | группировка, должность | акция                                                          | исполнитель  |
| -------------- | -------------------------------------- | -------------------------- | --- | -------------------------------------------------------------- | ------------ |
| 30 апреля 2013 | Северная часть города Газа,Сектор Газа | Хитем Зияд Ибрагим Масшаль | Специализировался на оружии, ракетах и взрывных устройствах. Работал практически со всеми террористическими группировками, действующими в секторе Газа. Оказывал помощь Совету Шуры муджахедин в Иерусалиме, состоящего из оперативников-салафитов, действующих в рамках Глобального джихада, и принимал участие в террористической деятельности, направленной против израильских граждан и солдат ЦАХАЛа. Был причастен к ракетному обстрелу 17 апреля 2013 года Эйлата. | В момент нанесения авиаудара ехал на мотоцикле. Убит на месте. | ВВС Израиля. |

### 2014-й
| дата           | место                                                        | цель покушения                         | группировка, должность | акция                                                                        | исполнитель  |
| -------------- | ------------------------------------------------------------ | -------------------------------------- | --- | ---------------------------------------------------------------------------- | ------------ |
| 19 января 2014 | Северная часть города Газа,Сектор Газа                       | Ахмад Саад                             | Боевик Палестинского исламского джихада, ответственный за запуск 16 января 2014 года шести ракет по Ашкелону и другим городам западного Негева. В прошлом Саад также принимал участие в ракетных обстрелах Израиля, в том числе в период антитеррористической операции Облачный столп.                                                             | В момент нанесения авиаудара ехал на мотоцикле. Скончался от полученных ран. | ВВС Израиля. |
| 22 января 2014 | Бейт-Ханун,Сектор Газа                                       | Ахмед Заанин и Мухаммед Заанин         | Боевики Народного фронта освобождения Палестины. Ахмед Заанин ответственен за обстрел окрестностей сектора Газа, в том числе за запуск ракеты в сторону фермы «Шикмим» 13 января 2014 года, в день похорон бывшего премьер-министра Израиля Ариэля Шарона. Мухаммед Заанин причастен к обстрелам израильской территории противотанковыми ракетами. | В момент нанесения авиаудара ехали на автомобиле. Оба погибли.               | ВВС Израиля. |
| 11 июня 2014   | Судния, в северной части Сектора Газа                        | Мохаммед Авар                          | Служил в полиции ХАМАСа в Газе. Был причастен к ракетным обстрелам Израиля. | Силами ЦАХАЛа и ШАБАК была определена цель и по ней нанесён авиаудар.        | ВВС Израиля. |
| 27 июня 2014   | Район лагеря беженцев Шати, в центральной части Сектора Газа | Усама аль-Хасуми и Мохаммад аль-Пасиах | Оба были полевыми командирами террористической группировки Комитеты народного сопротивления. | В момент нанесения авиаудара ехали на автомобиле. Оба погибли.               | ВВС Израиля. |

## 2020-е

### 2022-й
| дата           | место         | цель покушения    | группировка, должность | акция | исполнитель |
| -------------- | ------------- | ----------------- | --- | --- | ----------- |
| 22 мая 2022    | Тегеран, Иран | Хасан Сайяд Ходаи | Иранский офицер, полковник КСИР. Был заместителем генерала Касема Сулеймани, командира спецподразделения Стражей исламской революции «Эль-Кудс». Последняя должность — заместитель директора по технологическим и оружейным разработкам элитных Сил Кудс (Силы тайных операций КСИР за рубежом). | Расстрелян в собственной машине возле своего дома на юге Тегерана. Исполнителей убийства было по меньшей мере двое. Они передвигались на мотоциклах. В полковника было выпущено пять пуль. От полученных ран он умер дома. Убийцам удалось скрыться. Никто официально не взял на себя ответственность за убийство, но, по данным The Guardian, стиль убийства связан с серией предыдущих убийств мотоциклистами иранских ученых-ядерщиков, приписывающих Израилю. В декабре 2023 года бывший премьер-министр Израиля Нафтали Беннет подтвердил, что спецслужбы Израиля ликвидировали Ходаи. | Моссад      |
| 5 августа 2022 | Газа          | Тайсир Джабари    | Палестинский исламский боевик. С 2019 года, после убийства Баха Абу аль-Ата возглавлял военную группировку «Палестинский исламский джихад». В 11-дневных столкновениях между Газой и Израилем в мае 2021 года был ответственен за запуск сотен ракет по израильской территории.                  | Израильские военные сообщили о гибели Джабари в результате одного из ударов в первый день операции «Рассвет» | ВВС Израиля |

### 2024-й
| дата                | место              | цель покушения             | группировка, должность | акция | исполнитель                                                                                             |
| ------------------- | ------------------ | -------------------------- | --- | --- | --- |
| 2 января 2024       | Дамаск, Сирия      | Салех аль-Арури            | Заместитель председателя политбюро ХАМАС и военный командующий ХАМАС на Западном берегу реки Иордан. | Убит в Бейруте в результате удара беспилотника. | Предположительно ВВС Израиля. Израильские власти не отрицают и не подтверждают участие в этом убийстве. |
| 1 апреля 2024       | Дамаск, Сирия      | Мохаммад Реза Захеди       | Иранский военачальник, бригадный генерал КСИР. Командующий сухопутными силами Корпуса стражей исламской революции с июля 2006 по июль 2008 года. Затем назначен на должность командующего Ливанским корпусом Сил Кудс. Руководил поставками большого количества оружия из Ирана через Сирию для «Хезболлы». Его имя было включено в «черный список» ООН из 15 высокопоставленных военных и политических деятелей Ирана, подозреваемых в причастности к разработке ядерной и ракетной программ Тегерана, которым запрещен выезд за пределы Ирана. | Убит в результате израильского авиаудара по консульству Ирана в Дамаске вместе со своим заместителем. Кроме того, погибло ещё шесть офицеров КСИР и один боевик «Хезболлы».        | ВВС Израиля                                                                                             |
| 30 июля 2024        | Харет-Хрейк, Ливан | Фуад Шукр                  | Один из основателей и лидеров исламистской вооружённой организации «Хезболла», занимавший в ней высокие военные посты с начала 1980-х годов. На протяжении более четырёх десятилетий был одним из ведущих деятелей «Хезболлы» и военным советником её лидера, Хасана Насраллы. | Убит в результате израильского авиаудара в Бейруте вместе с иранским военным советником Миладом Беди                                                                               | ВВС Израиля                                                                                             |
| 31 июля 2024        | Тегеран, Иран      | Исмаил Хания               | Глава политбюро исламистской вооружённой организации ХАМАС. | Убит вместе со своим телохранителем в своей резиденции в Тегеране. | ЦАХАЛ                                                                                                   |
| 17—18 сентября 2024 | Сирия, Ливан       | Тысячи боевиков «Хезболлы» | Спецоперация по внедрению и взрыву тысяч коммуникационных устройств членов группировки «Хезболла» | Убито не менее 42 человек (из них двое дети), ранено от 3700 до 4700 человек | Моссад                                                                                                  |
| 20 сентября 2024    | Харет-Хрейк, Ливан | Ибрагим Акил               | Командующий сил специальных операций «Хезболлы», отвечал за деятельность террористической организации в сферах диверсионных атак, противотанкового огня, зарядов взрывчатых веществ, противовоздушной обороны и других военных аспектов. После вторжения ХАМАСа в Израиль в октябре 2023 года Акил был одним из организаторов плана нападения на Галилею, согласно которому «Хезболла» планировала захватить израильские поселения на севере Израиля, подобно тому, как это сделала группировка ХАМАС.                                           | Убит в результате израильского авиаудара по южному пригороду Бейрута. Кроме Акила, ударом был ликвидирован также весь высший оперативный состав и руководство спецотряда «Радван». | ВВС Израиля                                                                                             |
| 27 сентября 2024    | Харет-Хрейк, Ливан | Хасан Насралла             | Генеральный секретарь исламистской вооружённой организации «Хезболла». | Убит в результате израильского авиаудара по южному пригороду Бейрута. | ВВС Израиля                                                                                             |
| 10 ноября 2024      | Эль-Кусайр, Сирия  | Салим Айяш                 | Один из старших командиров Подразделения 121 Вооружённых сил Хезболлы | Убит в результате израильского авиаудара. | ВВС Израиля                                                                                             |

### 2025-й
| дата        | место                   | цель покушения                    | группировка, должность | акция                                        | исполнитель |
| ----------- | ----------------------- | --------------------------------- | --- | -------------------------------------------- | ----------- |
| 13 мая 2025 | Аль-Фухари, Сектор Газа | Мохаммед Синвар и Мухаммад Шабана | Синвар был лидером ХАМАС в секторе Газа и военного крыла бригады «Изз ад-Дин аль-Кассам». Шабана командовал бригадой «Рафах» ХАМАС | Убиты в результате авиаудара израильских ВВС | ВВС Израиля |